# Gotakanapura, Gauribidanur
Gotakanapura là một làng thuộc tehsil Gauribidanur, huyện Kolar, bang Karnataka, Ấn Độ.